# Наукове моделювання
Моделювання

Приклад наукового моделювання. Схема хімічних процесів і процесів перенесення в атмосфері.

(англ. scientific modelling, simulation, нім. Modellieren n, Modellierung f, Simulation f) — це метод дослідження об'єктів пізнання (явищ, пристроїв, процесів), що ґрунтується на заміні конкретного об'єкта досліджень (оригіналу) іншим, подібним до нього (моделлю).

## Загальний опис
Моделювання в широкому сенсі — це особливий пізнавальний процес, метод теоретичного та практичного опосередкованого пізнання, коли суб'єкт замість безпосереднього об'єкта пізнання вибирає чи створює схожий із ним допоміжний об'єкт-замісник (модель), досліджує його, а здобуту інформацію переносить на реальний предмет вивчення.
Моделювання — це процес створення та дослідження моделі, а модель — засіб, форма наукового пізнання.
Моделювання – складне, трудомістке і відповідальне наукове завдання. Іноді дослідження за допомогою моделей є єдино можливим способом експериментального вивчення технологічних процесів. Так, процеси, які тривають багато років, можна вивчати на моделях протягом короткого проміжку часу. І навпаки, швидкоплинні процеси вивчаються на моделях протягом більш довгого часу.
Моделювання різних фізичних процесів виходить з подібності явищ, що розглядаються. Два явища називаються подібними, якщо за
характеристиками одного можна одержати характеристики іншого шляхом простого перерахунку. Умовами або критеріями подібності двох явищ є рівності деяких безрозмірних параметрів, які називаються числами або критеріями подібності. Визначення критеріїв подібності при моделюванні процесів, що вивчаються, потребує глибокого знання механізму цих процесів і є досить важким завданням. Під час розв'язання цього завдання усі досліджувані процеси слід розділяти на дві суттєво різні групи. До першої групи потрібно віднести процеси і явища, які можна описати рівняннями, до другої, яка становить найбільший інтерес – процеси і явища, які ще не мають математичного опису. У разі, коли рівняння досліджуваних процесів невідомі, числа подібності можна знайти за теорією розмірностей. У разі наявності диференціальних рівнянь досліджуваних процесів, числа подібності легко визначаються, як коефіцієнти рівнянь, які представлено в безрозмірному вигляді. Природно, що одержання критеріїв подібності за наявності рівнянь значно простіше, ніж при їх відсутності. Тому теорію розмірностей слід застосовувати для отримання критеріїв подібності тільки при дослідженні процесів, які не мають математичного опису.
Під моделлю розуміється об'єкт будь-якої природи (уявлена або матеріально реалізована система), котрий, відбиваючи чи відтворюючи в певному сенсі об'єкт дослідження, здатний заміщати його так, що вивчення моделі дає нову інформацію про об'єкт.

## Використання
Моделювання широко використовується в дослідженні систем різної природи, але особливого значення воно набуває в соціальному управлінні, в рамках методології системного підходу.
Моделювання — одна з основних категорій теорії пізнання. На ідеї моделювання, по суті, базується будь-який метод наукового дослідження. Основні види моделювання — фізичне і математичне. 
Характерною рисою розглядуваного методу є можливість відтворення моделлю відповідно до завдань дослідження тих чи інших істотних властивостей, структур досліджуваного об'єкта, взаємозв'язків і відносин між його елементами. В процесі пізнання модель іде слідом за об'єктом, будучи певною його копією, а у відтворенні, конструюванні, навпаки, об'єкт йде слідом за моделлю, копіюючи її.
Модель фіксує наявний рівень пізнання про досліджуваний об'єкт. Неможливо створити універсальну модель, котра могла б відповісти на всі запитання, що викликають інтерес; кожна з них дає лише наближений опис явища, причому в різних моделях знаходять віддзеркалення різні його властивості. До моделювання звертаються тоді, коли досліджувати реальний об'єкт з усією сукупністю його властивостей недоцільно, незручно або неможливо.
Моделювання — це метод, а модель — форма, засіб наукового пізнання. Метод моделювання володіє загальністю, оскільки змоделювати можна будь-який об'єкт: така можливість рівнозначна визнанню принципової їх пізнаваності.

## Перевірка

Приклад моделювання. Комп'ютерна модель поля швидкостей пульпи в мішалці "Турботрон". Система Flow Simulation програмного середовища SolidWorks

Перевірка валідності моделювання  — процес визначення того, що модель або виконувана імітація точно представляє докладний концептуальний опис, прийнятий розроблювачем. Перевірка валідності також, оцінює ступінь відповідності моделі або імітації змісту і проводиться з використанням прийнятих методів технології програмування.
Перевірка правильності  — визначення, чи здається модель або імітація розумною людям, що добре інформовані щодо системи при її вивченні, заснованому на експлуатаційних показниках моделі. Цей процес не розглядає програмний код або логіку, а скоріше розглядає входи і виходи для забезпечення їх уявної реалістичності або показності. Процес визначення ступеня точності, з яким модель або імітація відбиває дійсний чи створюваний світ.

## Види
Фізичне моделювання, за якого модель і об'єкт, що моделюється, мають одну і ту ж фізичну природу.
Математичне моделювання — моделювання, при якому модель являє собою систему математичних співвідношень, що описують певні технологічні, економічні чи інші процеси. У гірничій справі найчастіше застосовуються два способи математичного моделювання:
- аналітичний, що передбачає можливість точного математичного опису строго детермінованих систем,
- ймовірнісний, що дозволяє отримати не однозначне рішення, а його імовірнісну характеристику (наприклад, параметрів шахти або яких-небудь параметрів технологічного процесу).

Математичне моделювання посідає провідне місце в гірничоекономічному аналізі, а також широко застосовується для опису технологічних процесів, таких об'єктів як масив гірських порід, транспортна система тощо.

## Квантове моделювання
У жовтні 2017 з'явився фреймворк OpenFermion Cirq, перша платформа з відкритим кодом для перекладу проблем хімії та матеріалознавства в квантові схеми. OpenFermion — це бібліотека для моделювання систем взаємодійних електронів (ферміонів), що породжують властивості речовини. До OpenFermion розробникам квантових алгоритмів потрібно було вивчити значну кількість хімії та написати велику кількість коду, щоб зламати інші коди,[прояснити] щоб скласти навіть найосновніші квантові симуляції.